# Wykrywanie skażeń chemicznych
Wykrywanie skażeń chemicznych ma na celu wskazanie rodzaju użytego BST i stopnia skażenia. Stężenie określa siłę działania środka trującego na organizm żywy. Mierzy się je w gramach na metr sześcienny lub w miligramach na litr. Podaje zatem ilość środka trującego w objętości powietrza. Gęstość skażenia charakteryzuje ilość ciekłego środka trującego występującego na powierzchni przedmiotów. Może być określana w gramach na metr kwadratowy lub miligramach na centymetr kwadratowy.

## PChR-54M
PChR-54M to przyrząd rozpoznania chemicznego, służący do wykrywania skażeń chemicznych. Mieści się on w niewielkiej metalowej skrzynce. Wewnątrz znajdują się rurki wskaźnikowe, pompka kolektorowa, nasadka na pompkę, łopatka do pobierania próbek, przebijak do rurek, filtry przeciwdymne i ochronne, kapturki ochronne, ocieplacze do rurek wskaźnikowych, buteleczka z suchym odczynnikiem do sporządzania roztworu do ocieplaczy, papierki wskaźnikowe do wykrywania ciekłych środków trujących, latarka. Rurki wskaźnikowe umieszczone są w 4 kasetach po 10 w jednym opakowaniu. Oznaczenia rurek świadczą o ich zastosowaniu:
- czerwony pierścień umieszczony na górnej części – przeznaczenie do wykrywania sarinu
- czerwony pierścień z kropką – wykrywanie sarinu, somanu i V-gazów
- 3 zielone pierścienie – wykrywanie kwasu pruskiego, fosgenu, dwufosgenu, chlorocyjanu
- żółty pierścień – wykrywanie iperytu, luizytu

Ilość podwójnych ruchów pompką dla poszczególnych rurek:
- RW-44a (czerwony pierścień z kropką) – 5–6 ruchów na stężenie niebezpieczne, 60 ruchów na stężenie bezpieczne
- RW-45 (3 zielone pierścienie) – 10–15 ruchów
- RW-36 (jeden żółty pierścień) – 60 ruchów

Użycie przyrządu zaczyna się od wyjęcia pompki i potrzebnych rurek wskaźnikowych. Następnie przecina się ich końce. Rurki z czerwonym paskiem i kropką przebija się specjalnym przebijakiem, a rurki z 3 zielonymi paskami – w pompce. Teraz zaciska się rurki w kolektorze i dociska się go. Należy wykonać ok. 60 podwójnych ruchów pompką. Zmiana zabarwienia w rurkach wskaźnikowych oznacza występowanie skażenia tym środkiem. Środki trujące ukryte w dymie należy wykrywać po umocowaniu filtra przeciwdymnego. Rurki służą do wykrywania środków trujących w powietrzu i na ziemi.
Papierek wskaźnikowy PWCh-1 wykrywa ciekły środek trujący. Należy wyjąć papierek z folii i umoczyć jego koniec w substancji lub potrzeć o liście roślin, umundurowanie. Już po kilku sekundach papierek zmienia barwę. Porównując z wzorem znajdującym się w książeczce, można bardzo szybko określić rodzaj środka trującego.